# سينويجو
سينويجو هي منطقة تتبع بيونغان الشمالية، بلغ عدد سكانها 352٬000 نسمة، تبلغ مساحتها 1٬309 كيلومتر مربع.

## المناخ
يظهر الجدول التالي التغييرات المناخية على مدار السنة لسينويجو:
| البيانات المناخية لـسينويجو                          | البيانات المناخية لـسينويجو | البيانات المناخية لـسينويجو | البيانات المناخية لـسينويجو | البيانات المناخية لـسينويجو | البيانات المناخية لـسينويجو | البيانات المناخية لـسينويجو | البيانات المناخية لـسينويجو | البيانات المناخية لـسينويجو | البيانات المناخية لـسينويجو | البيانات المناخية لـسينويجو | البيانات المناخية لـسينويجو | البيانات المناخية لـسينويجو | البيانات المناخية لـسينويجو |
| الشهر                                                | يناير                       | فبراير                      | مارس                        | أبريل                       | مايو                        | يونيو                       | يوليو                       | أغسطس                       | سبتمبر                      | أكتوبر                      | نوفمبر                      | ديسمبر                      | المعدل السنوي               |
| ---------------------------------------------------- | --------------------------- | --------------------------- | --------------------------- | --------------------------- | --------------------------- | --------------------------- | --------------------------- | --------------------------- | --------------------------- | --------------------------- | --------------------------- | --------------------------- | --------------------------- |
| الدرجة القصوى °م (°ف)                                | 9.2 (48.6)                  | 15.5 (59.9)                 | 22.0 (71.6)                 | 28.4 (83.1)                 | 32.0 (89.6)                 | 37.0 (98.6)                 | 36.9 (98.4)                 | 37.1 (98.8)                 | 33.0 (91.4)                 | 28.9 (84.0)                 | 21.5 (70.7)                 | 13.9 (57.0)                 | 37.1 (98.8)                 |
| متوسط درجة الحرارة الكبرى °م (°ف)                    | −4.1 (24.6)                 | −0.4 (31.3)                 | 6.4 (43.5)                  | 14.7 (58.5)                 | 20.6 (69.1)                 | 25.2 (77.4)                 | 28.1 (82.6)                 | 28.8 (83.8)                 | 25.0 (77.0)                 | 18.0 (64.4)                 | 8.4 (47.1)                  | −1.3 (29.7)                 | 14.1 (57.4)                 |
| المتوسط اليومي °م (°ف)                               | −8.6 (16.5)                 | −5.2 (22.6)                 | 1.4 (34.5)                  | 8.9 (48.0)                  | 15.0 (59.0)                 | 19.8 (67.6)                 | 23.7 (74.7)                 | 24.0 (75.2)                 | 18.4 (65.1)                 | 11.4 (52.5)                 | 2.6 (36.7)                  | −5.4 (22.3)                 | 8.8 (47.8)                  |
| متوسط درجة الحرارة الصغرى °م (°ف)                    | −14.2 (6.4)                 | −10.8 (12.6)                | −3.6 (25.5)                 | 3.5 (38.3)                  | 9.9 (49.8)                  | 15.8 (60.4)                 | 20.8 (69.4)                 | 20.7 (69.3)                 | 13.9 (57.0)                 | 6.2 (43.2)                  | −2.2 (28.0)                 | −10.4 (13.3)                | 4.1 (39.4)                  |
| أدنى درجة حرارة °م (°ف)                              | −25.0 (−13.0)               | −26.0 (−14.8)               | −18.9 (−2.0)                | −5.0 (23.0)                 | −2.6 (27.3)                 | 3.0 (37.4)                  | 10.7 (51.3)                 | 10.0 (50.0)                 | 2.8 (37.0)                  | −5.3 (22.5)                 | −15.0 (5.0)                 | −22.8 (−9.0)                | −26.0 (−14.8)               |
| الهطول مم (إنش)                                      | 10.7 (0.42)                 | 11.6 (0.46)                 | 26.4 (1.04)                 | 50.8 (2.00)                 | 72.0 (2.83)                 | 105.8 (4.17)                | 303.7 (11.96)               | 269.4 (10.61)               | 108.6 (4.28)                | 56.3 (2.22)                 | 33.6 (1.32)                 | 17.2 (0.68)                 | 1٬066٫1 (41.97)             |
| متوسط أيام هطول الأمطار (≥ 1.0 mm)                   | 2                           | 2                           | 5                           | 5                           | 7                           | 9                           | 12                          | 11                          | 7                           | 6                           | 5                           | 3                           | 75                          |
| متوسط الرطوبة النسبية (%)                            | 68                          | 65                          | 66                          | 67                          | 72                          | 79                          | 85                          | 83                          | 76                          | 72                          | 69                          | 69                          | 73                          |
| ساعات سطوع الشمس الشهرية                             | 199                         | 195                         | 227                         | 228                         | 237                         | 207                         | 163                         | 200                         | 220                         | 208                         | 169                         | 172                         | 2٬425                       |
| المصدر #1: الأرصاد الجوية الألمانية (sun, 1961–1990) |                             |                             |                             |                             |                             |                             |                             |                             |                             |                             |                             |                             |                             |
| المصدر #2: Meteo Climat (extremes, 1957–present)     |                             |                             |                             |                             |                             |                             |                             |                             |                             |                             |                             |                             |                             |

## أعلام
- جورج أندرو ديفيس جونيور
- يانغ كيونجونغ